# 1357 w polityce

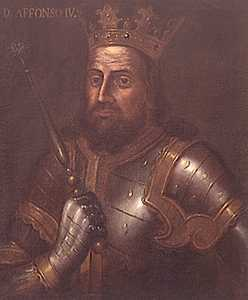
Alfons IV

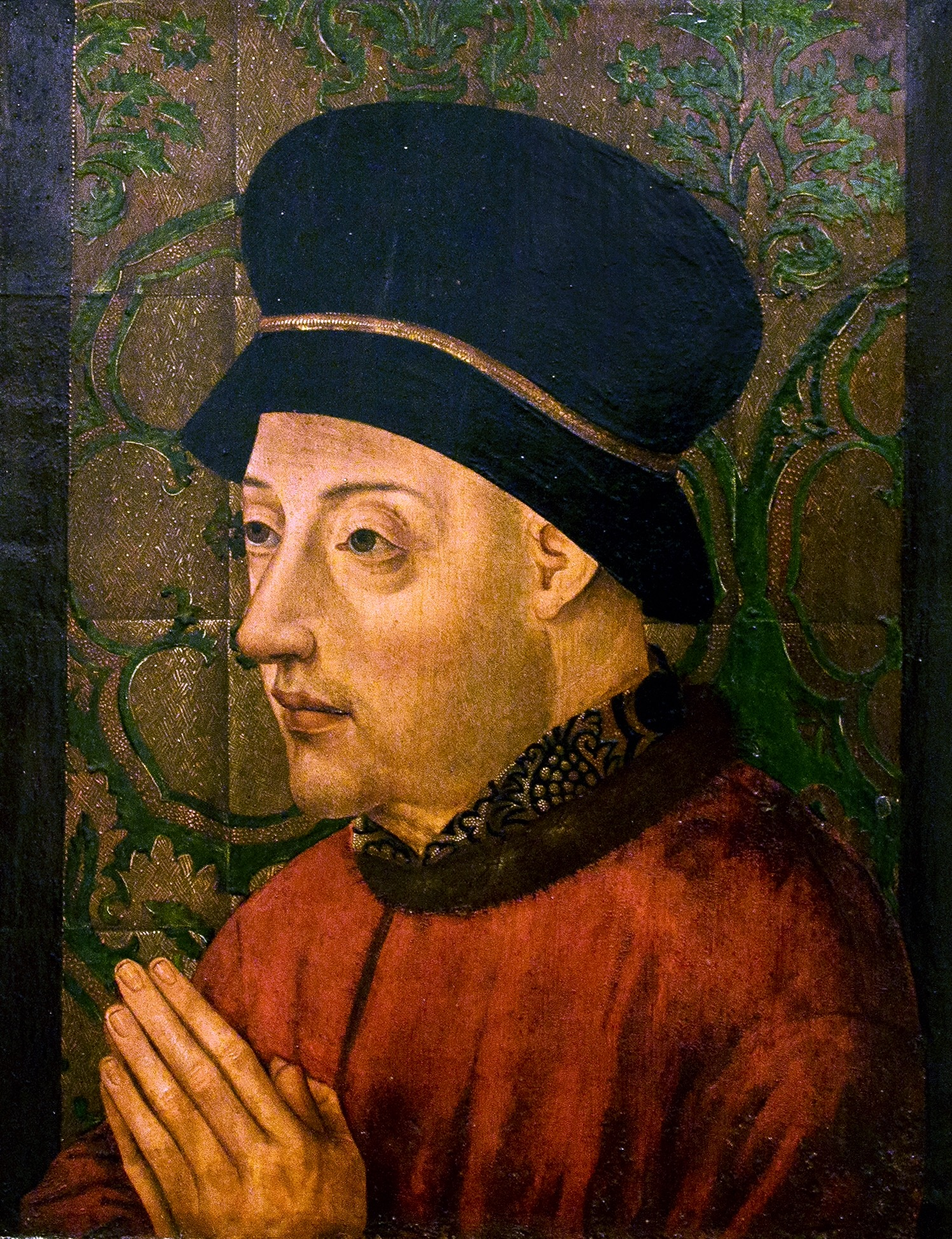
Jan I Dobry

Wydarzenia polityczne w 1357 roku.

## Wydarzenia
- Piotr I Sprawiedliwy został królem Portugalii[1].
- Stefan Marcel wszczął bunt w Paryżu[2].

## Urodzili się
- 11 kwietnia Jan I Dobry, król Portugalii[3].

## Zmarli
- 28 maja Alfons IV, król Portugalii[4].
- 18 sierpnia Ludwik z Hesji, biskup Münsteru[5].
- Klemens Pierzchała, biskup płocki[6].
- Karol I Grimaldi, senior Monako[7].